# GP van Isbergues 2023
De Franse wielerwedstrijd GP van Isbergues vond in 2023 plaats op 17 september. Er vond zowel een mannen- als een vrouweneditie plaats.

## Mannen
Bij de mannen werd de 77e editie van de wedstrijd verreden. Zowel de start als de finish vonden plaats in Isbergues. De wedstrijd was onderdeel van de UCI Europe Tour en de Coupe de France.
Titelverdediger van de wedstrijd was Arnaud Démare. Na een wedstrijd van bijna vier en een half uur was het de Italiaan Matteo Moschetti die in de sprint onder andere Mads Pedersen en titelverdediger Démare versloeg. Arne Marit eindigde als beste Belg en kwam als zesde over de eindstreep. Arvid de Kleijn kwam als 21e over de finish en was hiermee de beste Nederlander van de wedstrijd.

### Uitslag
| Plaats  | Naam             | Ploeg                    | tijd     |
| ------- | ---------------- | ------------------------ | -------- |
| Winnaar | Matteo Moschetti | Q36.5 Pro Cycling Team   | 4u28'01" |
| 2       | Mads Pedersen    | Lidl-Trek                | z.t.     |
| 3       | Arnaud Démare    | Arkéa-Samsic             | z.t.     |
| 4       | Jason Tesson     | TotalEnergies            | z.t.     |
| 5       | Laurence Pithie  | Groupama-FDJ             | z.t.     |
| 6       | Arne Marit       | Intermarché-Circus-Wanty | z.t.     |
| 7       | Maël Guégan      | CIC U Nantes Atlantique  | z.t.     |
| 8       | Simon Dehairs    | Alpecin-Deceuninck       | z.t.     |
| 9       | Paul Penhoët     | Groupama-FDJ             | z.t.     |
| 10      | Enzo Boulet      | CIC U Nantes Atlantique  | z.t.     |

## Vrouwen
Bij de vrouwen vond de zesde editie plaats van deze wedstrijd. Titelverdedigster was de Italiaanse Chiara Consonni.
De start en finish van deze wedstrijd vonden beiden plaats in Isbergues en had een lengte van 126.1 kilometer. Na drie en een half uur koers was het de Franse Valentine Fortin die in een sprint van vijf rensters het snelste was. Haar landgenoot Jade Wiel eindigde als tweede en de Canadese Simone Boilard nam de derde plaats in op het podium. Kelly Druyts was de beste Belgische renster met een dertiende plaats. Sylvie Swinkels kwam als 23e over de finish en was hiermee de beste Nederlandse renster.

### Uitslag
| Plaats  | Naam              | Ploeg                           | tijd     |
| ------- | ----------------- | ------------------------------- | -------- |
| Winnaar | Valentine Fortin  | Cofidis                         | 3u30'12" |
| 2       | Jade Wiel         | FDJ-Suez                        | z.t.     |
| 3       | Simone Boilard    | Saint Michel-Mavic-Auber 93     | z.t.     |
| 4       | Maëlle Grossetête | FDJ-Suez                        | z.t.     |
| 5       | Nadia Quagliotto  | Laboral Kutxa-Fundación Euskadi | z.t.     |
| 6       | Victoire Berteau  | Cofidis                         | + 6"     |
| 7       | Martini Alzini    | Cofidis                         | + 44"    |
| 8       | Alba Teruel       | Laboral Kutxa-Fundación Euskadi | z.t.     |
| 9       | Clara Copponi     | FDJ-Suez                        | z.t.     |
| 10      | S'Annara Grove    | Torelli                         | z.t.     |